# باشگاه فوتبال رومفورد
باشگاه فوتبال رومفورد (به انگلیسی: Romford Football Club) یک باشگاه فوتبال در شهر رومفورد، کشور انگلستان است که در سال ۱۸۷۶ میلادی تأسیس شده‌است.